# 王恩溎
王恩溎（?—?），直隸省天津府天津縣人，清朝政治人物、同進士出身。
光緒三年（1877年），参加丁丑科殿試，登進士三甲第47名。同年五月，改翰林院庶吉士。光緒十二年四月，散館，授翰林院檢討。